# Edificio de la Cooperativa Eléctrica de Chillán
El Edificio de la Cooperativa Eléctrica de Chillán, también conocido como Edificio Copelec, es un paradigmático edificio construido entre 1962 y 1965 en la Calle Maipón N°1079 de la ciudad de Chillán, capital de la Región de Ñuble de Chile, siendo considerado uno de los grandes exponentes de arquitectura moderna de su país.
Por su valor artístico, fue declarado Monumento Nacional de Chile, en la categoría de Monumento Histórico, mediante el Decreto Exento N° 2416 del 21 de julio de 2008.

## Historia
Luego del Terremoto de Chillán de 1939, las antiguas edificaciones de la ciudad casi desaparecieron en su totalidad, por lo que comenzó una larga etapa de reconstrucción en que se privilegió la influencia moderna de estilo brutalista.
En la década de 1950, los arquitectos Isidro Suárez Fanjul y Jesús Bermejo, trabajaban juntos en diseños arquitectónicos. Para 1962, administradores de la Cooperativa eléctrica de Chillán, con una propuesta de construcción de un edificio, cual debía contar con cuatro elementos para su realización: Luz, sol, color y originalidad. Juan Borchers, quien se encontraba en Europa, fue integrado al proyecto, por orden de la empresa, con el fin de dirigir la obra.
El edificio se convirtió en una de las pocas obras construidas por Borchers, siendo junto con la Casa Meneses en Santiago, su obra más emblemática. El proyecto se lo adjudica luego de haber comenzado una nueva etapa de trabajo en Chile en 1958, tras haber pasado una década viajando por el extranjero. A pesar de sus pocas obras, Borchers es considerado uno de los teóricos de la arquitectura más importantes de Chile.
Fue construido en 1963 y terminado en 1964, concluyendo con un 95% de la obra planificada, por falta de recursos.
Actualmente mantiene su uso original como oficinas de su propietario, la Cooperativa Eléctrica de Chillán, siendo utilizado además por estacionamientos, almacenes y talleres de bicicletas. Sin embargo, a comienzos de 2013, el propio Jesús Bermejo, con 80 años de edad, afirmó que dirigiría una restauración del edificio y terminarían de construir el 5% restante del edificio, apoyados por la ejecutiva de la Copelec y la Dirección de Arquitectura. Acabadas las obras, se retirarían las oficinas del lugar y el edificio patrimonial se convertirá en un centro cultural llamado «Centro Artístico y Cultural Copelec», incluyéndose además en su interior un Museo Eléctrico con las reliquias guardadas por la Cooperativa, sin embargo el proyecto no se ha concretado por falta de recursos.

## Características
Con una superficie de aproximadamente 630 m², su materialidad predominante es el hormigón armado en bruto, dejando a la vista la impronta de los moldajes de madera. El uso plástico y libre del material buscó dar un protagonismo especial a la luz, introduciéndola dentro del espacio a través de distintas estrategias formales, lo que explica la complejidad y variedad de su diseño, que conserva su unidad a través del uso de un mismo material. Ejemplos de esto son columnas de doble cono, tragaluces de formas curvas, y fachadas diseñadas como filtros de luz, cuyas perforaciones varían según su orientación respecto al sol, siendo la fachada sur predominantemente lisa y la fachada norte volumétrica.
Contemporáneo a obras como el Edificio de la CEPAL, de Emilio Duhart, y el Monasterio de los Benedictinos, de Martín Correa Prieto y Gabriel Guarda, se incluye también dentro de la arquitectura moderna chilena. Su diseño se inspira en los postulados modernistas del arquitecto Le Corbusier, pero aplicados de una manera crítica y adaptada al contexto local. Así, la obra mantiene la fachada continua propia de la ciudad de Chillán, en contraposición a la idea de edificio aislado, como una escultura, promulgada por Le Corbusier.

## Galería

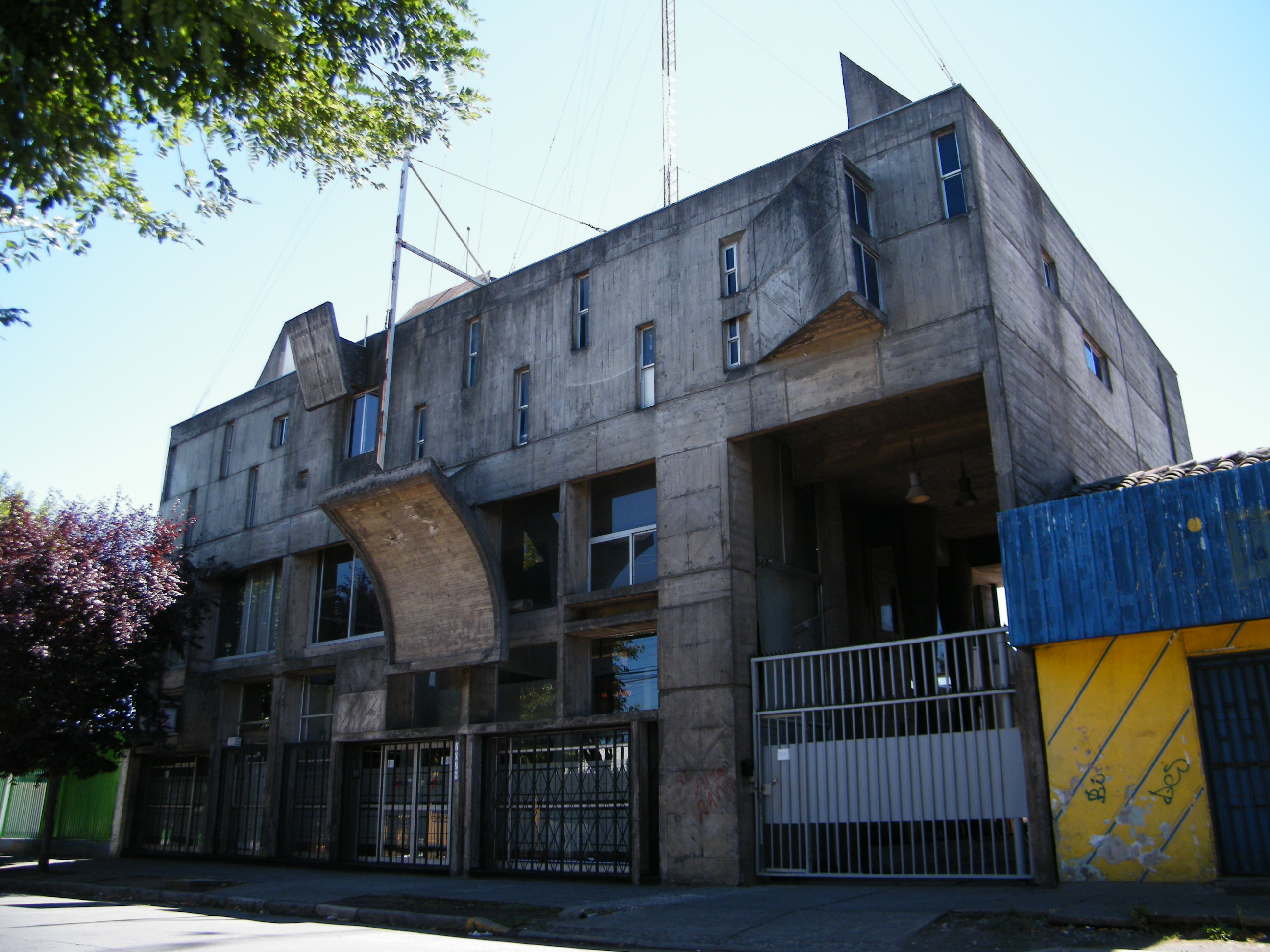
Vista general hacia calle Maipón.
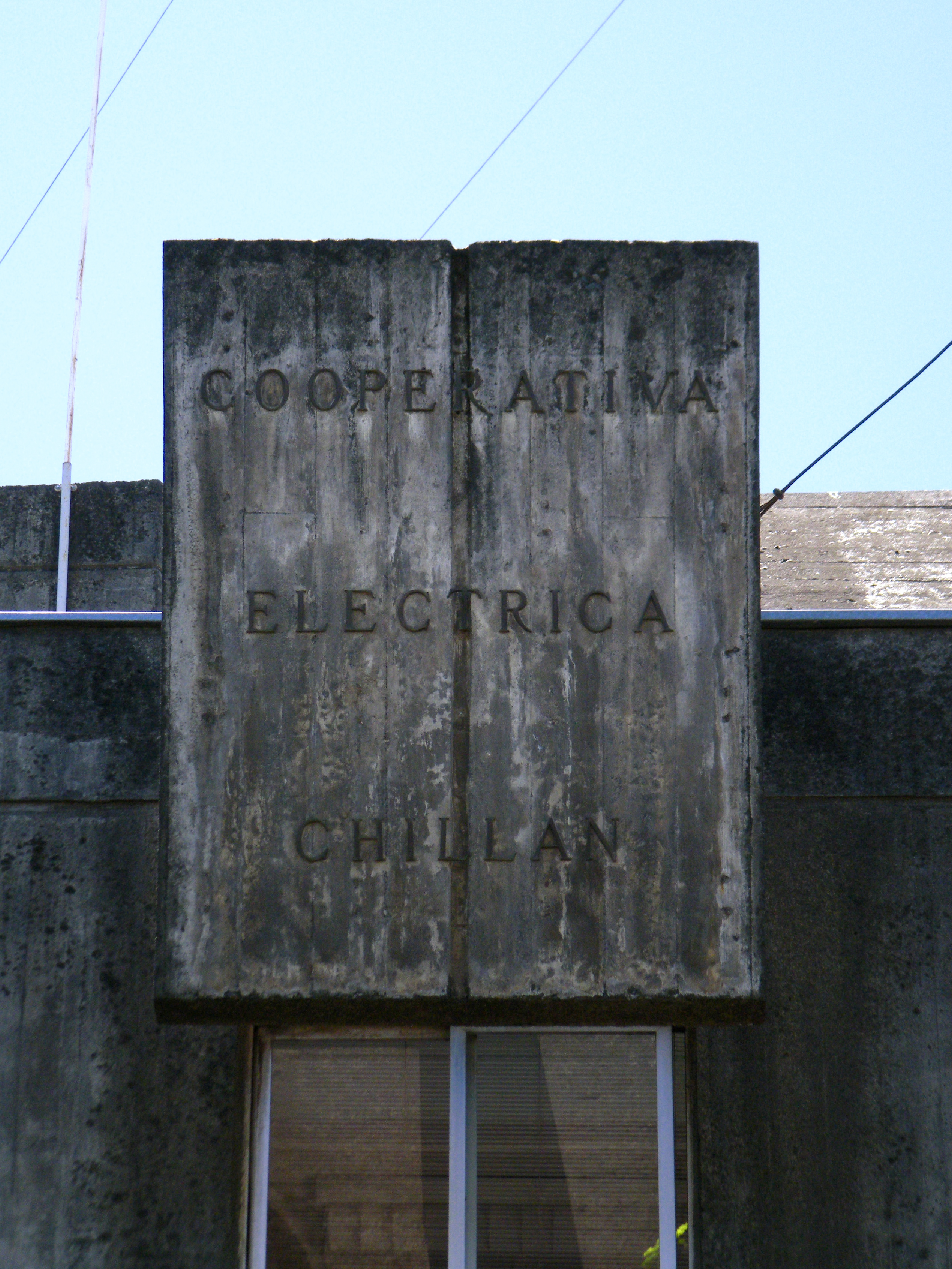
Detalle del letrero sobre el acceso principal a las oficinas comerciales, hacia calle Maipón.
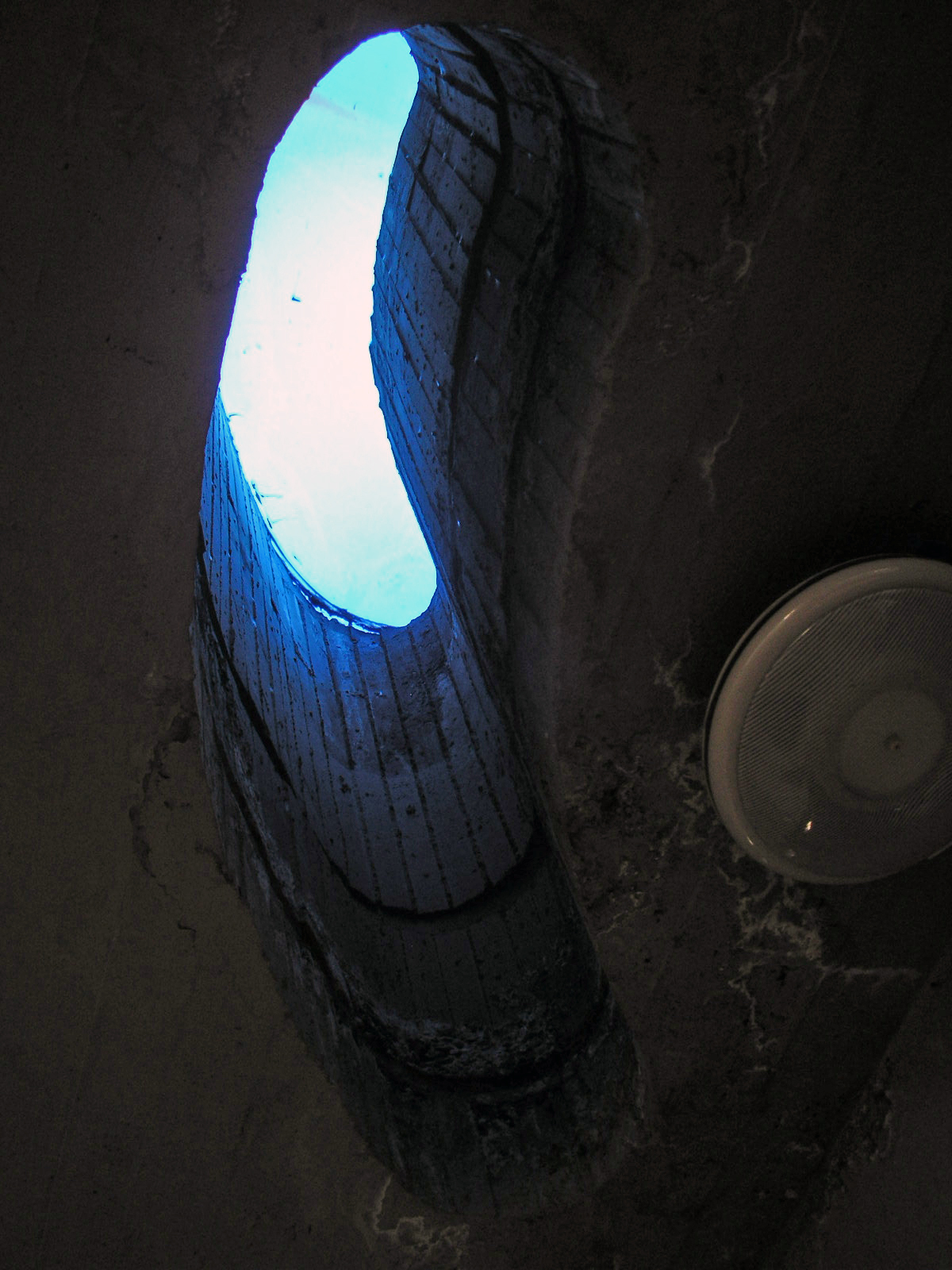
Detalle de tragaluz en la caja de escaleras principal.
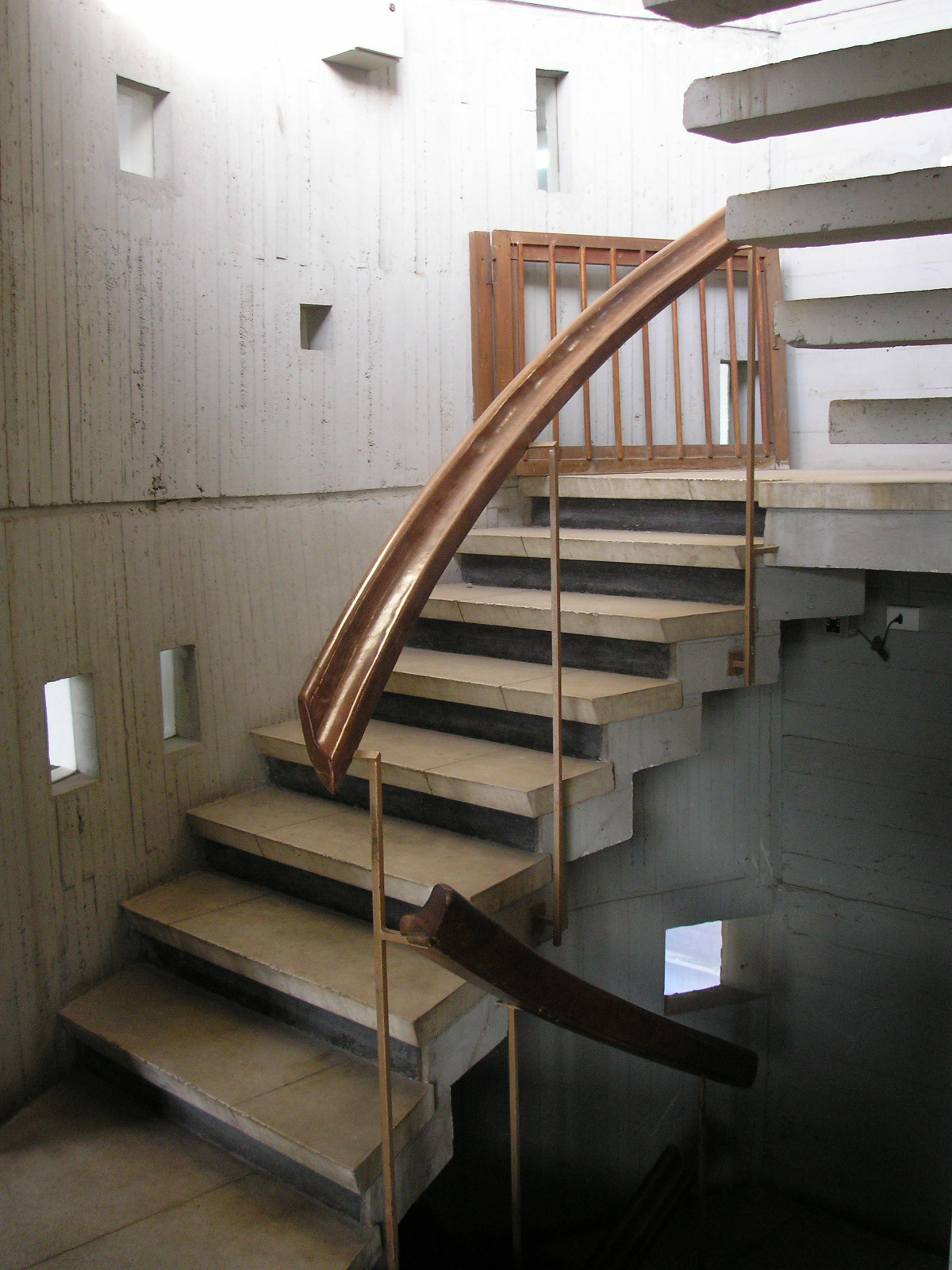
Caja de escaleras principal. A la derecha, se ve el último tramo de escalera que conduce a la azotea.
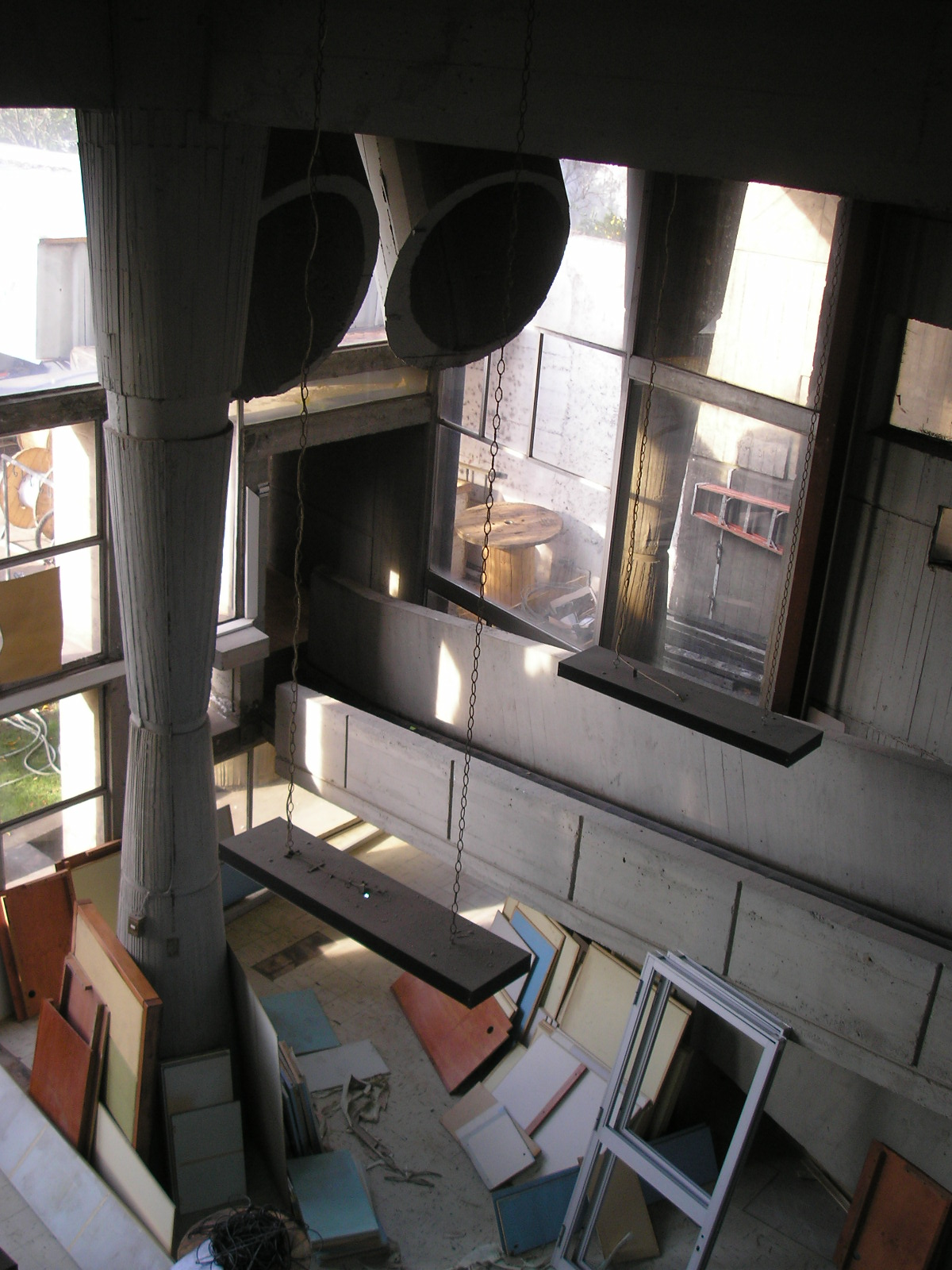
Vista general de la sala de atención a público desde una ventana de la caja de escaleras .
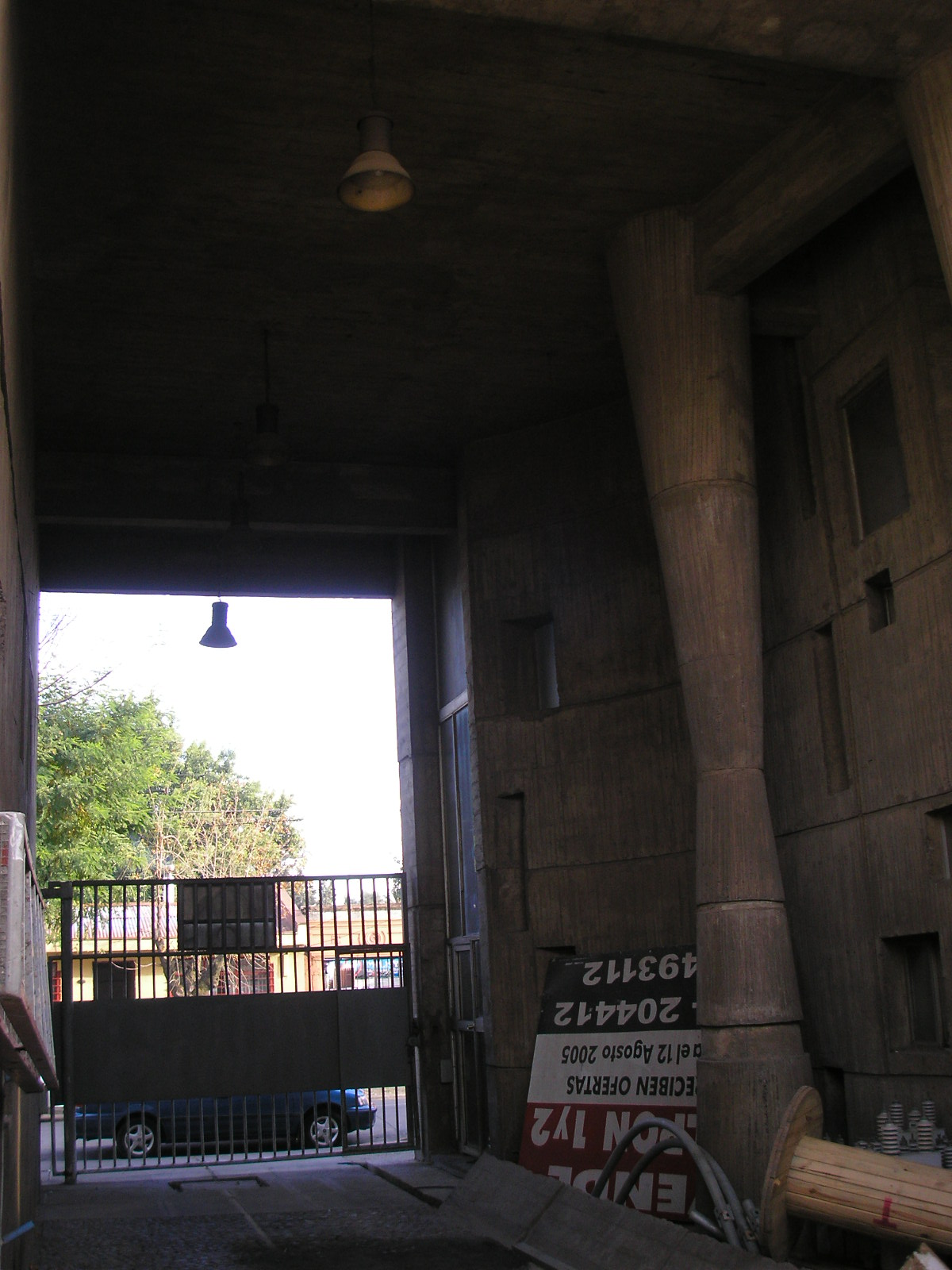
Acceso para los vehículos de la empresa.
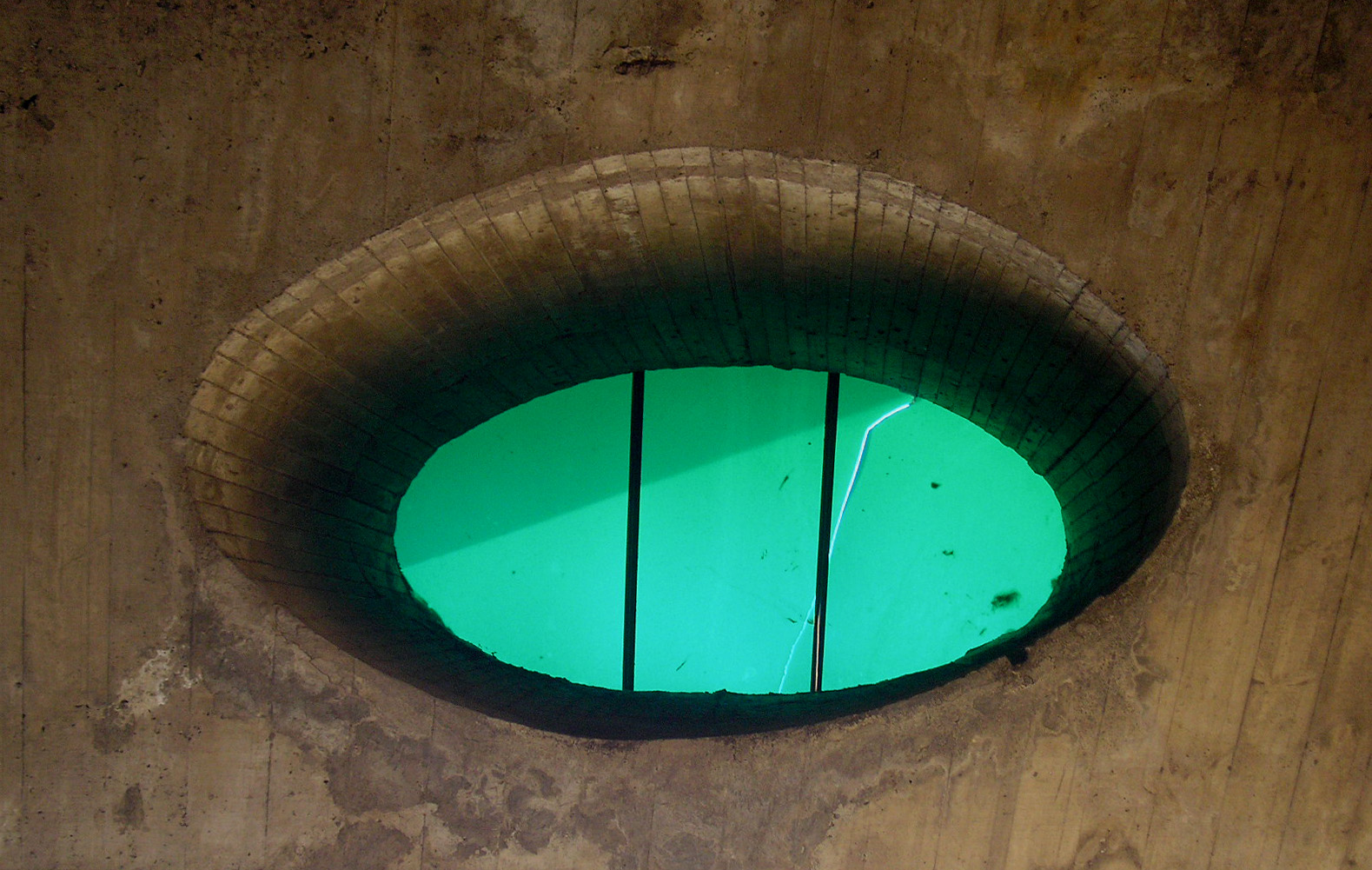
Detalle de tragaluz sobre el acceso para los vehículos de la empresa.
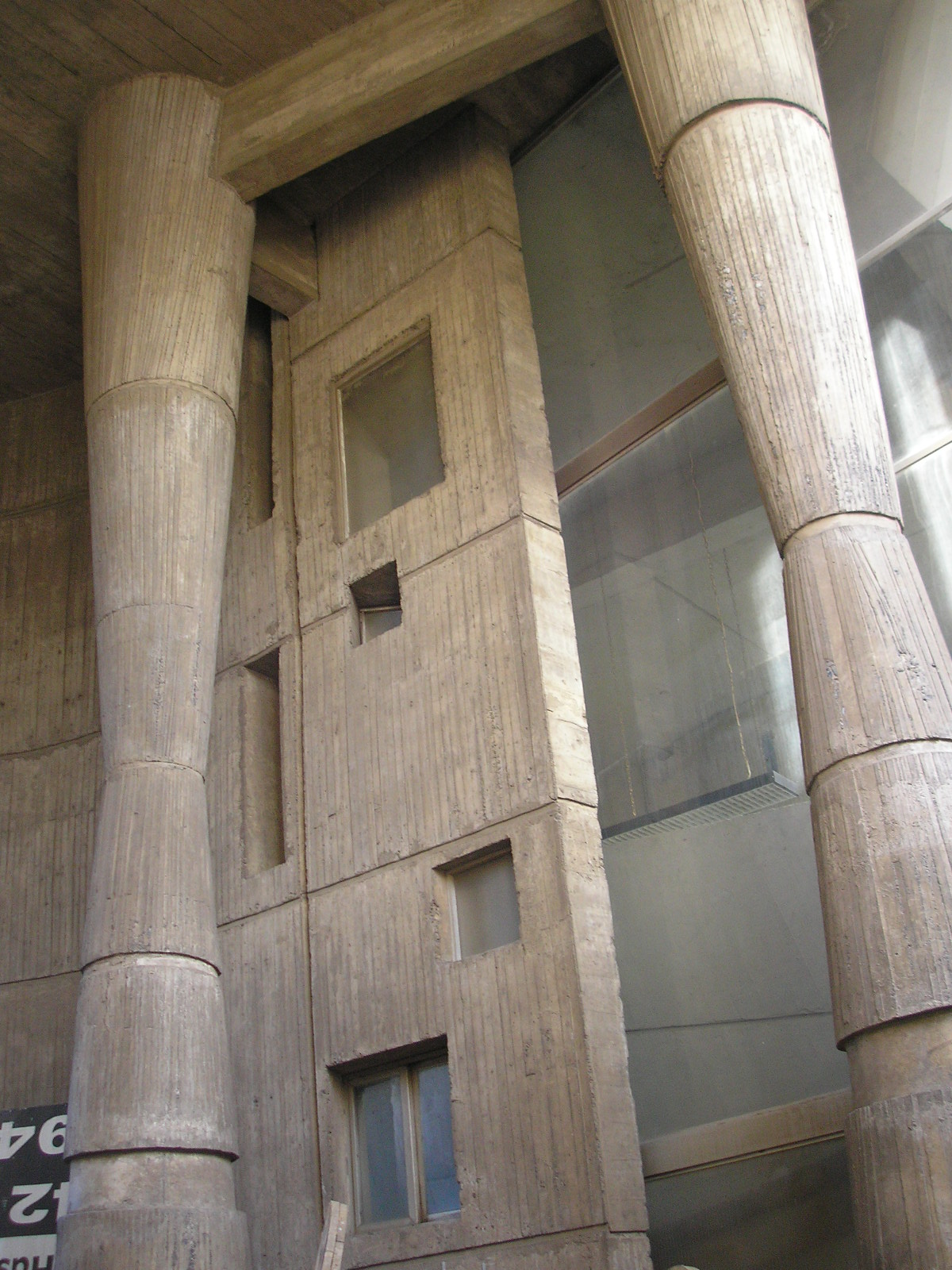
Columnas doble cono y fachada perforada hacia el acceso para los vehículos de la empresa.
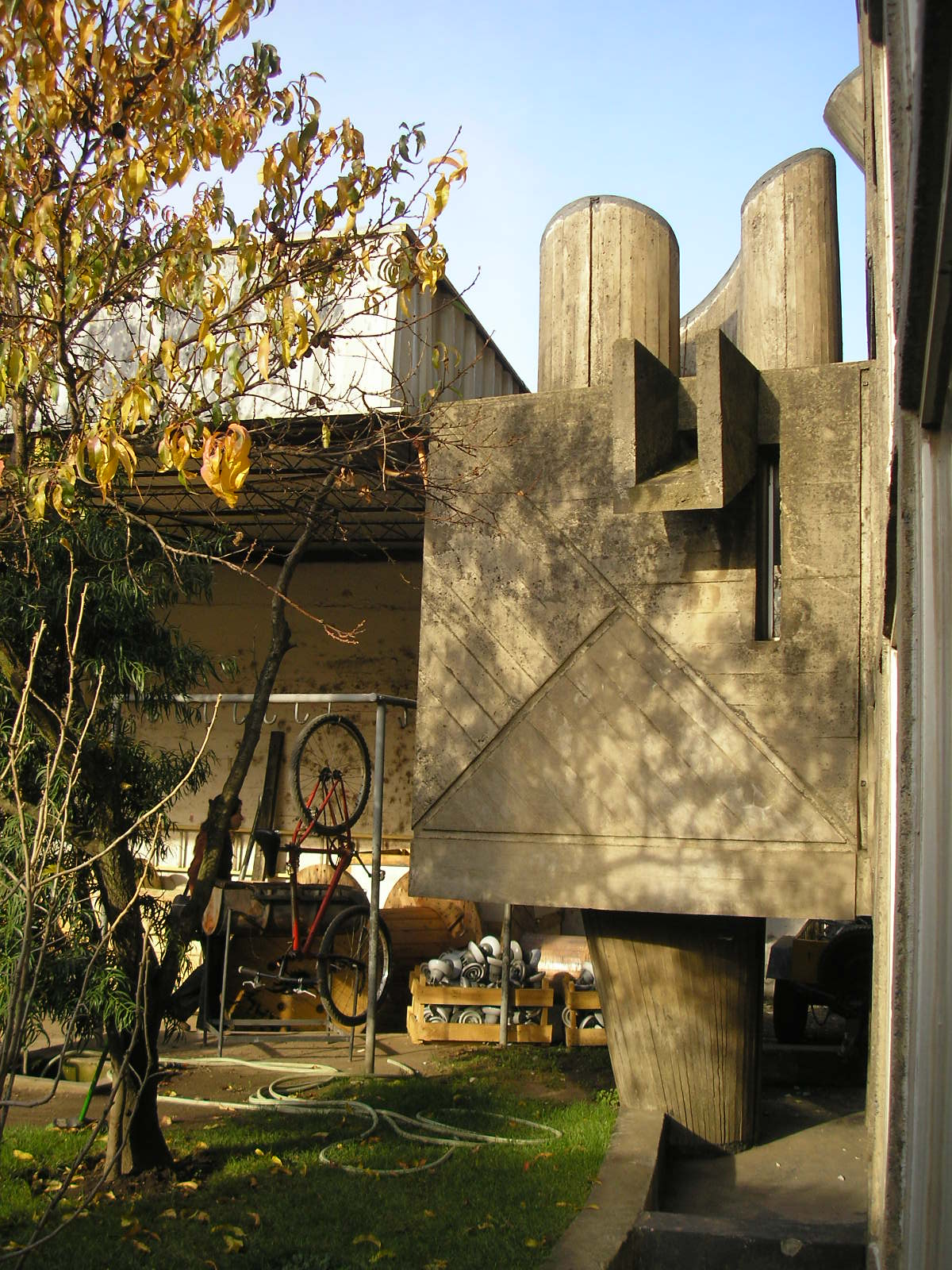
Detalle de fachada hacia el patio trasero.
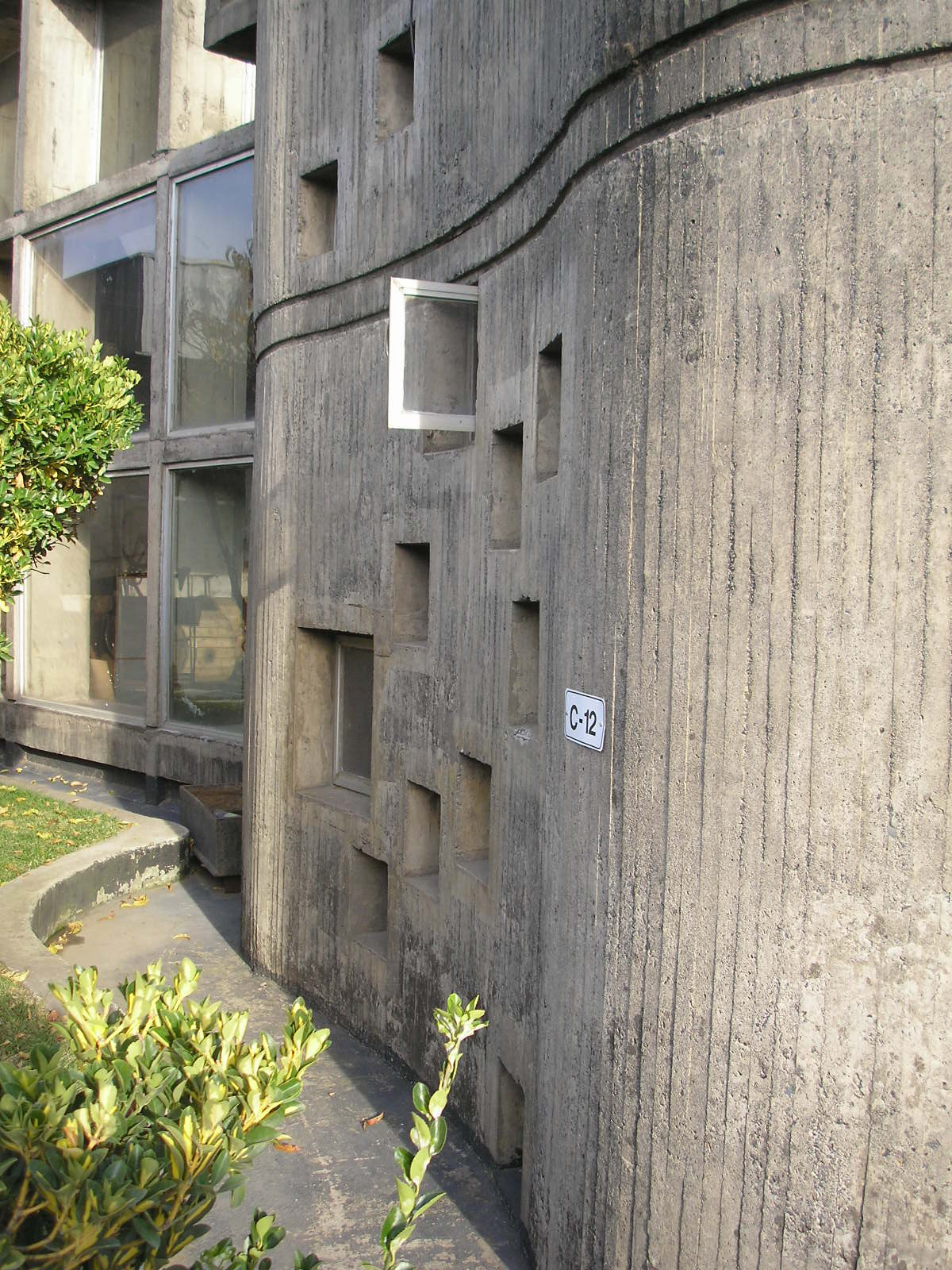
Detalle del muro curvo de la caja de escaleras principal.